# Komórki glejowe Bergmanna
Komórki glejowe Bergmanna (glej Bergmanna, ang. Bergman glial cell (BG)) – komórki mikrogleju towarzyszące komórkom Purkinjego w warstwie zwojowej móżdżku.
Należą do astrogleju włóknistego. Ich długie wypustki protoplazmatyczne są skierowane na zewnątrz, w kierunku powierzchni móżdżku.